# Atmosfera
|  | Per a altres significats, vegeu «Atmosfera (unitat)». |

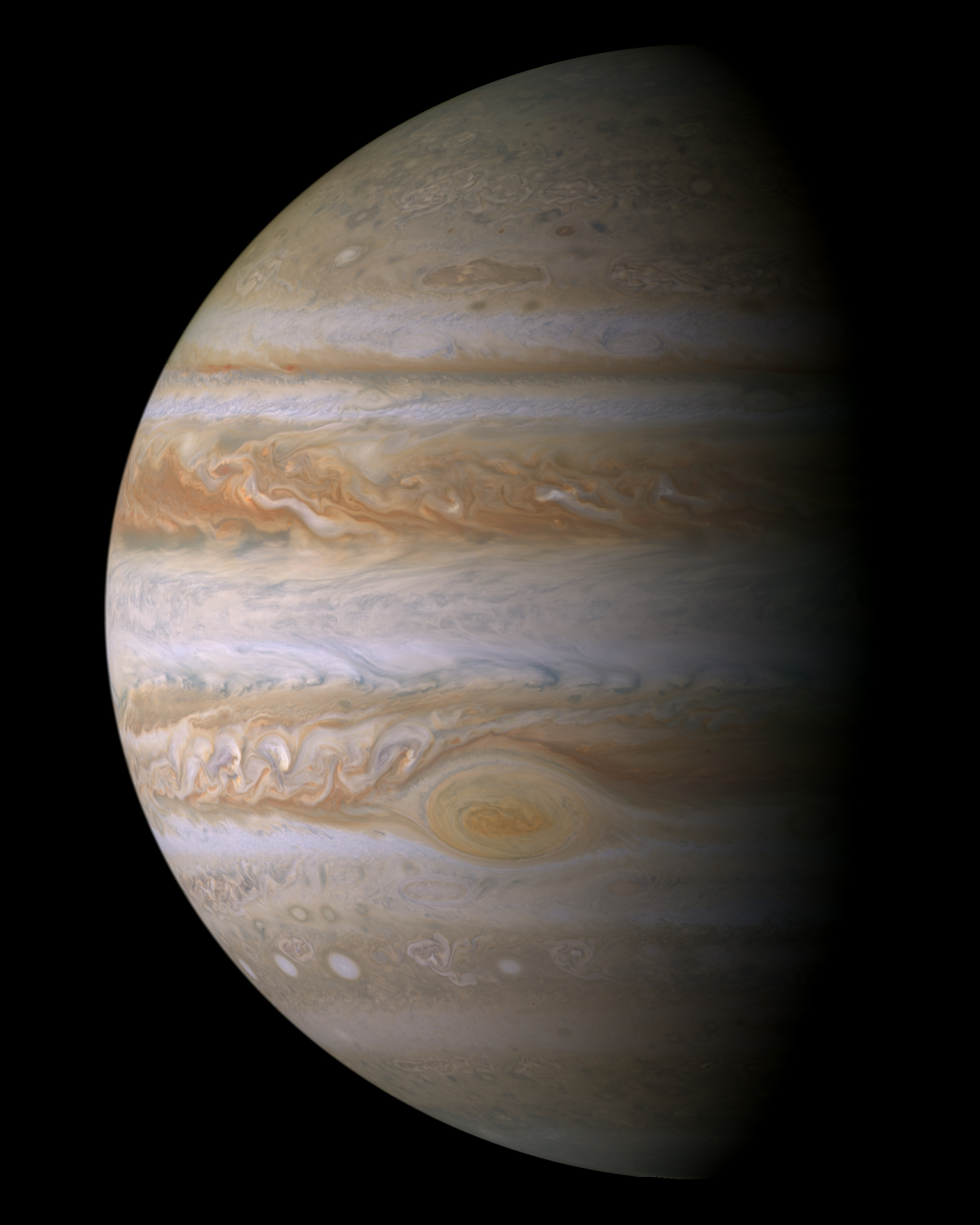
Vista de l'atmosfera activa de Júpiter, incloent la Gran taca roja.

L'atmosfera és la capa de gasos que envolta el món (oxigen, nitrogen, diòxid de carboni...) o, en general, un altre planeta o cos celeste. El terme atmosfera va ser creat pel neollatí al segle xvii com atmosphaera a partir del grec: ἀτμός [atmos] 'vapor' i σφαῖρα [sphaira] 'esfera'; és una capa de gasos que pot envoltar un cos celeste de massa suficient, i que es manté en el seu lloc per la gravetat del cos. Una atmosfera pot ser retinguda per més temps si la gravetat és alta i la temperatura és baixa. Alguns planetes consten principalment de diversos gasos, però només la seva capa externa és la seva atmosfera.
El terme atmosfera estel·lar descriu la regió exterior d'una estrella i típicament inclou la porció que comença des de la fotosfera opaca cap enfora. Les estrelles amb temperatures relativament baixes poden formar molècules compostes en la seva atmosfera externa. L'atmosfera terrestre té oxigen, que és usat per la majoria dels organismes per a la respiració, i diòxid de carboni que fan servir les plantes, algues i cianobacteris per a la fotosíntesi; també protegeix els organismes vius dels danys genètics per la radiació ultraviolada de la llum solar. La seva composició actual és el producte de milers de milions d'anys de modificació bioquímica de la paleoatmosfera per part dels organismes vius.

## Pressió
La pressió atmosfèrica és la força per unitat de superfície que sempre s'aplica perpendicularment a la superfície pel gas que l'envolta. Es determina per la força gravitatòria d'un planeta combinada amb la massa total d'una columna de gas sobre el lloc. Les unitats de pressió de l'aire estan basades en l'atmosfera estàndard (atm), reconeguda internacionalment definida com a 101.325 Pa (o 1.013.250 dines per cm²). Una atm equival a 14,696 lliures per polzada quadrada (psi).
La pressió d'un gas atmosfèric davalla amb l'altitud per la disminució de la massa de gas sobre cada localització. L'alçada a la qual una atmosfera declina és per un factor e (un nombre irracional amb un valor de 2.71828); s'anomena l'altitud d'escala i es designa per H. En una atmosfera amb temperatura uniforme, la pressió declina exponencialment amb l'increment d'altitud. Tanmateix, les atmosferes no tenen una temperatura uniforme, i la determinació exacta, a una altitud determinada, de la pressió atmosfèrica és més complex.

## Escapament
La gravetat superficial, la força que manté cap avall una atmosfera, difereix significativament entre els planetes. La distància al Sol determina l'energia disponible per a escalfar el gas atmosfèric fins al punt que el moviment tèrmic de les seves molècules excedeix la velocitat d'escapament. Per això, les fredes i distants llunes Tità, Tritó i Plutó són capaces de retenir una atmosfera malgrat les seves relativament baixes gravetats. Els planetes interestel·lars, teòricament, també poden retenir atmosferes gruixudes.
Es creu que Venus i Mart poden haver perdut gran part de la seva aigua després d'haver-se fotodissociat en hidrogen i oxigen per la llum solar ultraviolada i l'hidrogen va escapar. El camp magnètic terrestre ho evita en gran part.
Altres mecanismes que causen escapament atmosfèric són el vent solar, impactes, erosió, meteorització i seqüestració dins del regolit i els casquets polars.

## Composició

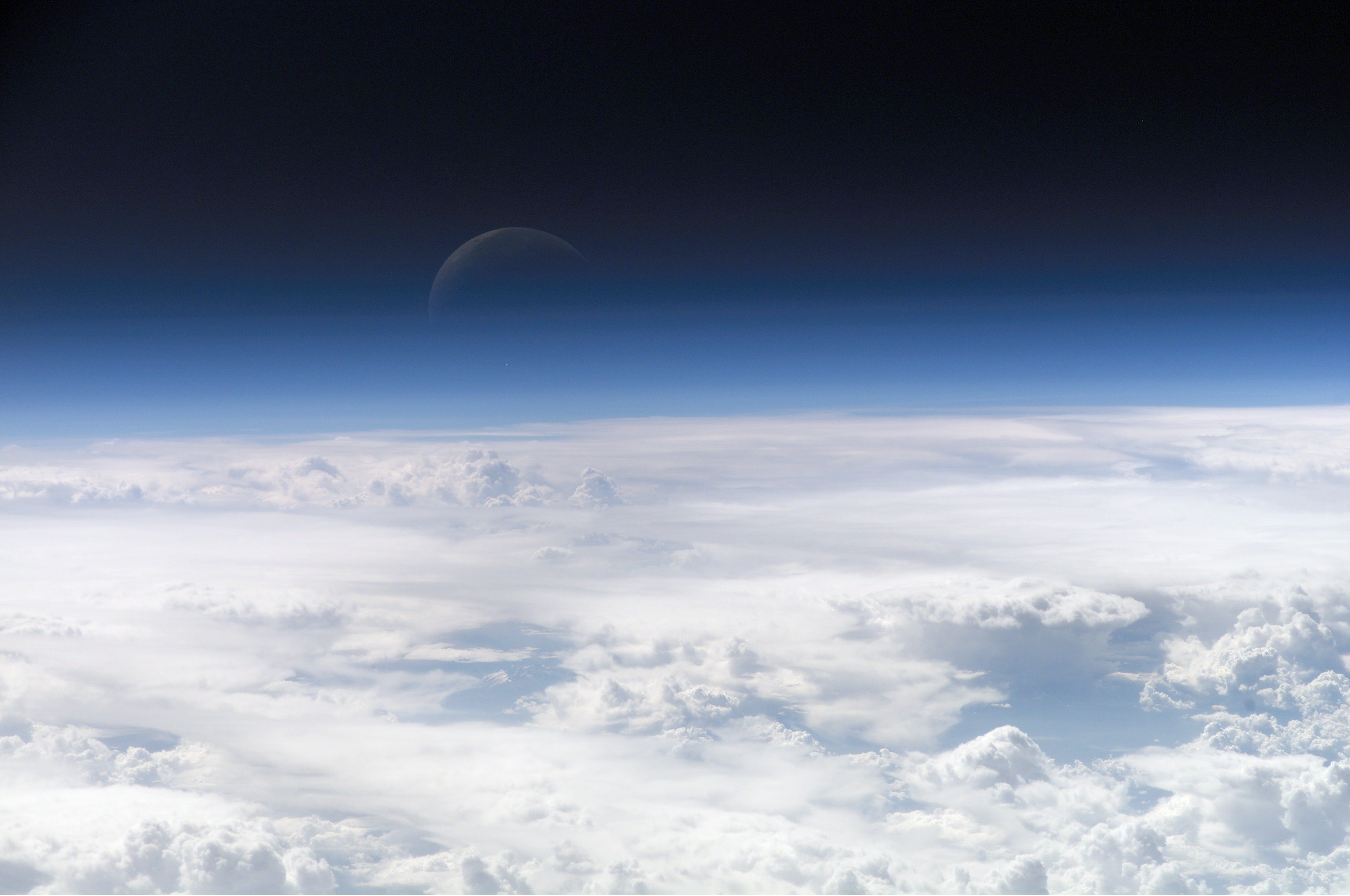
L'halo blau de la Terra vist des de l'espai es deu als gasos de l'atmosfera.

L'atmosfera inicial dels planetes està relacionada amb la química i temperatura de la solar nebula local durant la formació i subseqüent escapament de gasos interiors. L'atmosfera originària es va modificar per factors complexos.
Les atmosferes dels planetes Venus i Mart estan compostes principalment per diòxid de carboni amb petites quantitats de nitrogen, argó, oxigen i traces d'altres gasos.
L'atmosfera terrestre està en gran part dominada pels subproductes de la molta vida que conté: 78,08% nitrogen, 20,95% oxigen, quantitat variable (mitjana d'1,247%) de vapor d'aigua, 0,93% argó, 0.038% diòxid de carboni i traces d'hidrogen, heli i altres gasos nobles.
La baixa temperatura i major gravetat dels gegants gasosos Júpiter, Saturn, Urà i Neptú els permet retenir gasos amb masses moleculars baixes. Aquests planetes tenen atmosferes d'hidrogen-heli amb traces de compostos químics més complexos.
Els satèl·lits Tità (de Saturn) i Tritó (de Neptú) tenen atmosferes considerables que estan formades principalment per nitrogen. Plutó té una atmosfera de nitrogen i metà similar a la de Tritó, però queden congelats quan l'òrbita de Plutó està més lluny del Sol.
Altres cossos del sistema solar tenen atmosferes extremadament fines sense estar en equilibri. Això inclou la Lluna de la Terra (gas de sodi), Mercuri (gas de sodi), Europa (oxigen), Io (sofre), i Enceladus (vapor d'aigua).
La composició atmosfèrica dels planetes extrasolars va ser primer determinada fent servir l'Hubble Space Telescope. El planeta HD 209458b és un gegant gasós en òrbita al voltant d'una estrella de la constel·lació de Pegasus. S'hi han detectat hidrogen, oxigen, carboni i sofre.

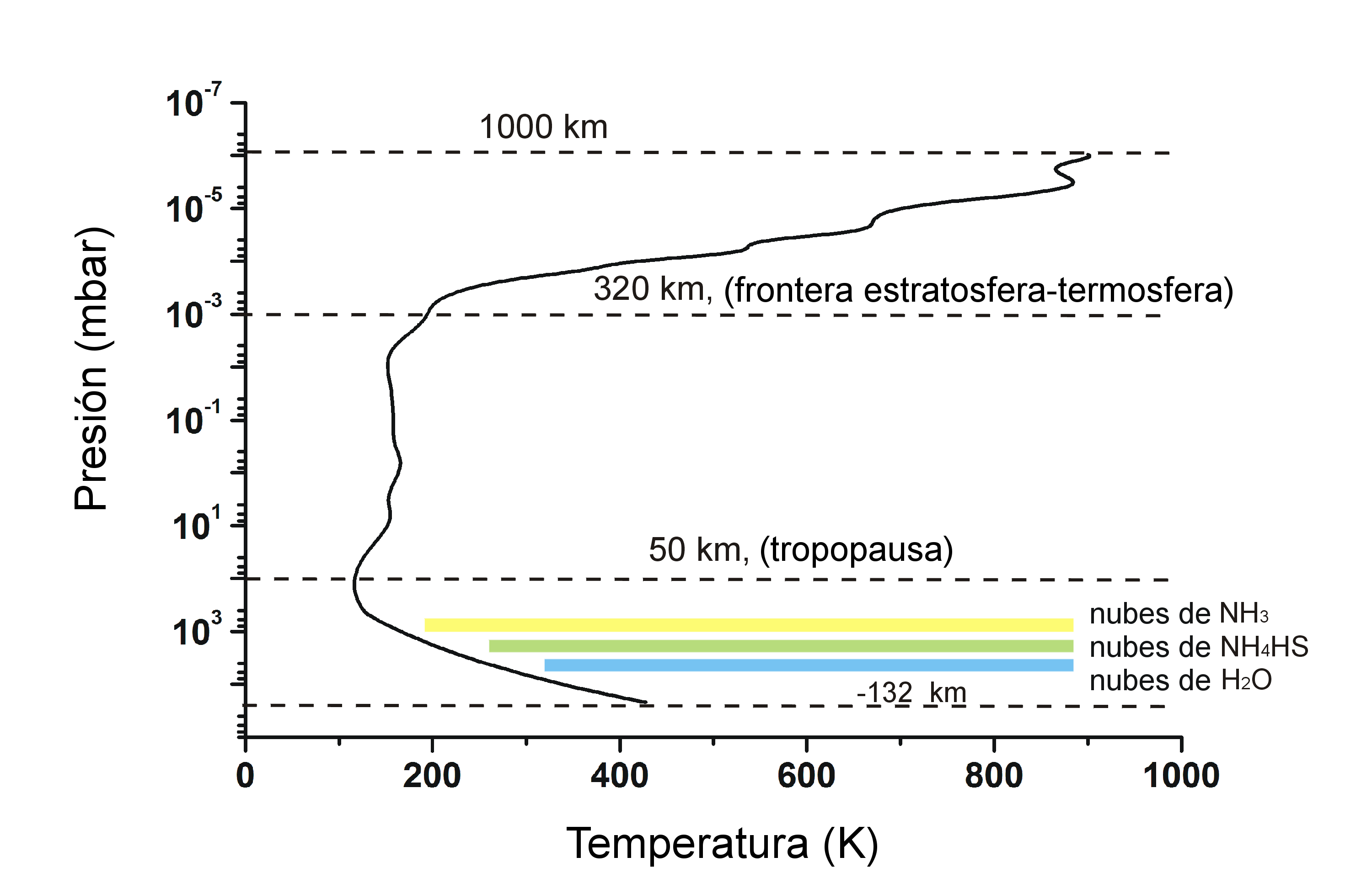
Estructura de l'atmosfera de Júpiter.

## Estructura
L'atmosfera terrestre consta, començant des de la terra, de la troposfera, estratosfera, mesosfera, termosfera, exosfera i magnetosfera. Altres cossos celestes amb atmosfera coneguda al sistema solar són Mercuri, Venus, Lluna, Mart, Júpiter, Ió, Cal·listo, Europa, Ganimedes, Saturn, Tità, Encèlad, Urà, Titània, Neptú, Tritó o Plutó.